# Dekafluorid disíry
Dekafluorid disíry je anorganická sloučenina s chemickým vzorcem S2F10. Dekafluorid disíry byl objeven roku 1934 Kennethem Denbighem a Whytlaw-Grayem. Každý z atomů síry v molekule S2F10 má oktedrickou molekulovou geometrii a je obklopen pěti atomy fluoru. a jedním atomem síry. Dva atomy síry jsou propojeny jednoduchou vazbou. V molekule dekafluoridu síry je oxidační číslo obou atomů síry +5, ale jejich vaznost je 6 (jsou šestivazné). Dekafluorid disíry je vysoce toxický, čtyřikrát toxičtější než fosgen. Je to bezbarvá kapalina s vůní spálené zápalky podobně jako oxid siřičitý.

## Příprava
Dekafluorid disíry lze připravit fotolýzou SF5Br:
2 SF5Br → S2F10 + Br2
Dekafluorid disíry vzniká rozkladem fluoridu sírového. Vyrábí se elektrickým rozkladem fluoridu sírového, v podstatě inertního izolátoru používaného ve vysokonapěťových systémech, jako jsou přenosová vedení, elektrické stanice a rozvaděče. Dekafluorid disíry je také připravován při výrobě fluoridu sírového.

## Vlastnosti
Disociační energie vazby S-S je 305 ± 21 kJ/mol, což je o cca 80 kJ/mol silnější než vazba S-S v difenyldisulfidu.
Při teplotě nad 150 °C se dekafluorid disíry pomalu disproporcionuje na fluorid sírový a fluorid siřičitý:
S2F10 → SF6 + SF4
Dekafluorid disíry reaguje s tetrafluorhydrazinem za vzniku SF5NF2.
S2F10 + N2F4 → 2 SF5NF2
Reaguje s oxidem siřičitým za vzniku SF5OSO2F v přítomnosti UV záření.
Dekafluorid disíry reaguje s přebytkem plynného chloru za vzniku SF5Cl:
S2F10 + Cl2 → 2 SF5Cl
Analogická reakce s bromem je vratná a poskytuje SF5Br. Vratnost této reakce lze využít k přípravě dekafluoridu disíry z SF5Br.
Amoniak je oxidován dekafluoridem disíry na NSF3.

## Toxicita
Dekafluorid disíry byl považován za dusivou bojovou látkou ve druhé světové válce, protože nevyvolává slzení nebo podráždění kůže, takže poskytuje malé varování při expozici. Dekafluorid disíry je bezbarvý plyn nebo kapalina se zápachem podobným oxidu siřičitému. Je asi čtyřikrát jedovatější než fosgen. Předpokládá se, že oxicita dekafluoridu disíry je způsobena disproporcionací v plicích na fluorid sírový, který je inertní, a na fluorid siřičitý, který reaguje s vlhkostí za vzniku kyseliny siřičité a kyseliny fluorovodíkové.

## Využití
Trifluorid thiazylu lze připravit z amoniaku a dekafluoridu disíry.